# 聖なる救い聖堂 (プリズレン)

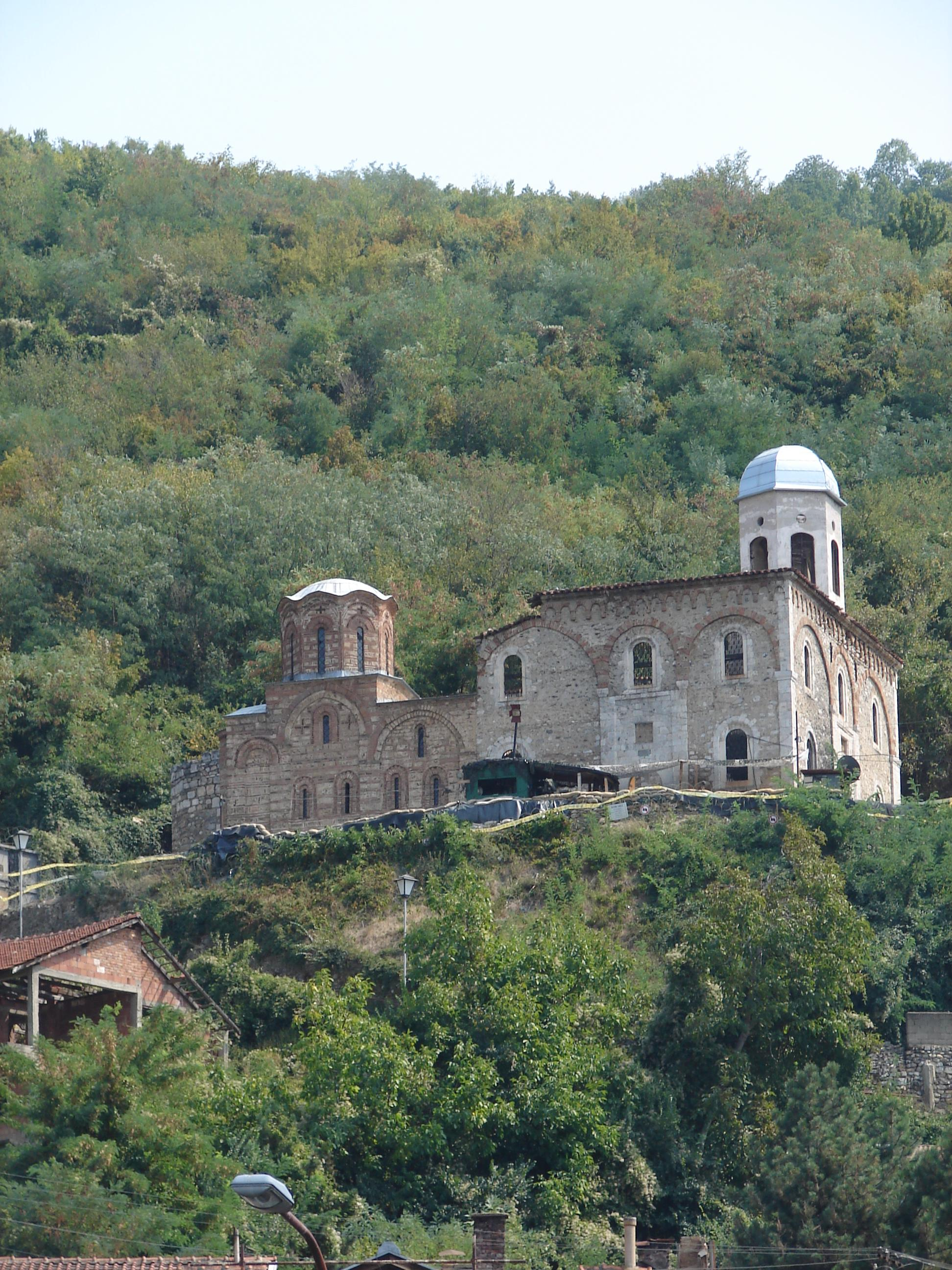
聖なる救い聖堂、プリズレン

聖なる救い聖堂（セルビア語: Црква Светог Спаса, Crkva Svetog Spasa）は、プリズレンにあるセルビア正教会の聖堂。1330年頃に建立。
聖なる救い聖堂は、セルビアの特別重要文化財（Monument of Culture of Exceptional Importance）に1990年に指定され、セルビア共和国によって守られている。しかしながら2004年のコソボ暴動において、聖堂は深刻なダメージをコソボのアルバニア人暴徒から蒙った。